# Ерхиноалд
Ерхиноалд (Erchinoald, Erkinoald, на френски: Erchenout, † 658) е майордом в кралствата Неустрия (641–658) и Бургундия (642–658).
Той е роднина на Бертетруда, майката на Меровигския крал Дагоберт I и богат собственик на земи източно от Сена.
През 641 г. Нантхилда, вдовицата на Дагоберт, го поставя за майордом на Неустрия като наследник на Aega († 641).
Той поема регентсвото от 641 г. на четиргодишния крал Хлодвиг II заедно с майка му Нантехилда († 642). Той купува малкото английско момиче Батилда, взето в робство от викингите във Франкската империя, което се омъжва ок. 649/650 г. за Хлодвиг II.
През 642 г. умира Флаохад и той го наследява като майордом на Бургундия.
През 657 г. Хлодвиг II умира и Ерхиноалд е до 664 г. регент заедно с Батилда за нейния малолетен син крал Хлотар III. След неговата смърт той е наследен от Еброин.
Той е женен за Леутсинда, роднина на Дагоберт I, и има две деца. Неговият син Леудезий (или Лиутерик) става през 675 г. също майордом, а неговата дъщеря се омъжва за краля на Кент. Той е дядо на Етихо I, херцог в Елзас (673-682), родоначалник на елзаския херцогски род Етихониди.
Ерхиноалд основава заедно с краля манастирите Перон и Lagny-sur Marne и прави големи дарения на манастир Св. Вандрила, Фонтенеле, Нормандия, за който дал парцел през 649 г. на монаха Вандрегизел.